# Helcogramma maldivensis
Helcogramma maldivensis és una espècie de peix de la família dels tripterígids i de l'ordre dels perciformes.

## Morfologia
- Els mascles poden assolir 2,8 cm de longitud total.
- Nombre de vèrtebres: 35-36.[2][3]

## Hàbitat
És un peix marí de clima tropical que viu fins als 10 m de fondària.

## Distribució geogràfica
És un endemisme de les Maldives.